# Кармей (острів)
Кармей (місцево називається Karmøyne або Karmøynå) — острів у північно-західній частині графства Ругаланн, Норвегія.
Острів має площу 176,8 км² (1 903 000 кв. футів) і становить більшу частину муніципалітету Кармой, поряд з островами Феой, деякими меншими навколишніми островами та частиною материка на південь від муніципалітету Гаугесунн.
Це найбільший острів в окрузі Ругаланн.
Острів відокремлений від материка протокою Кармсундет. Бокнафьорден лежить на південь та південний схід від острова. Сірафьорден лежить на заході, відокремлюючи Кармей від островів Утсіра та Феой.

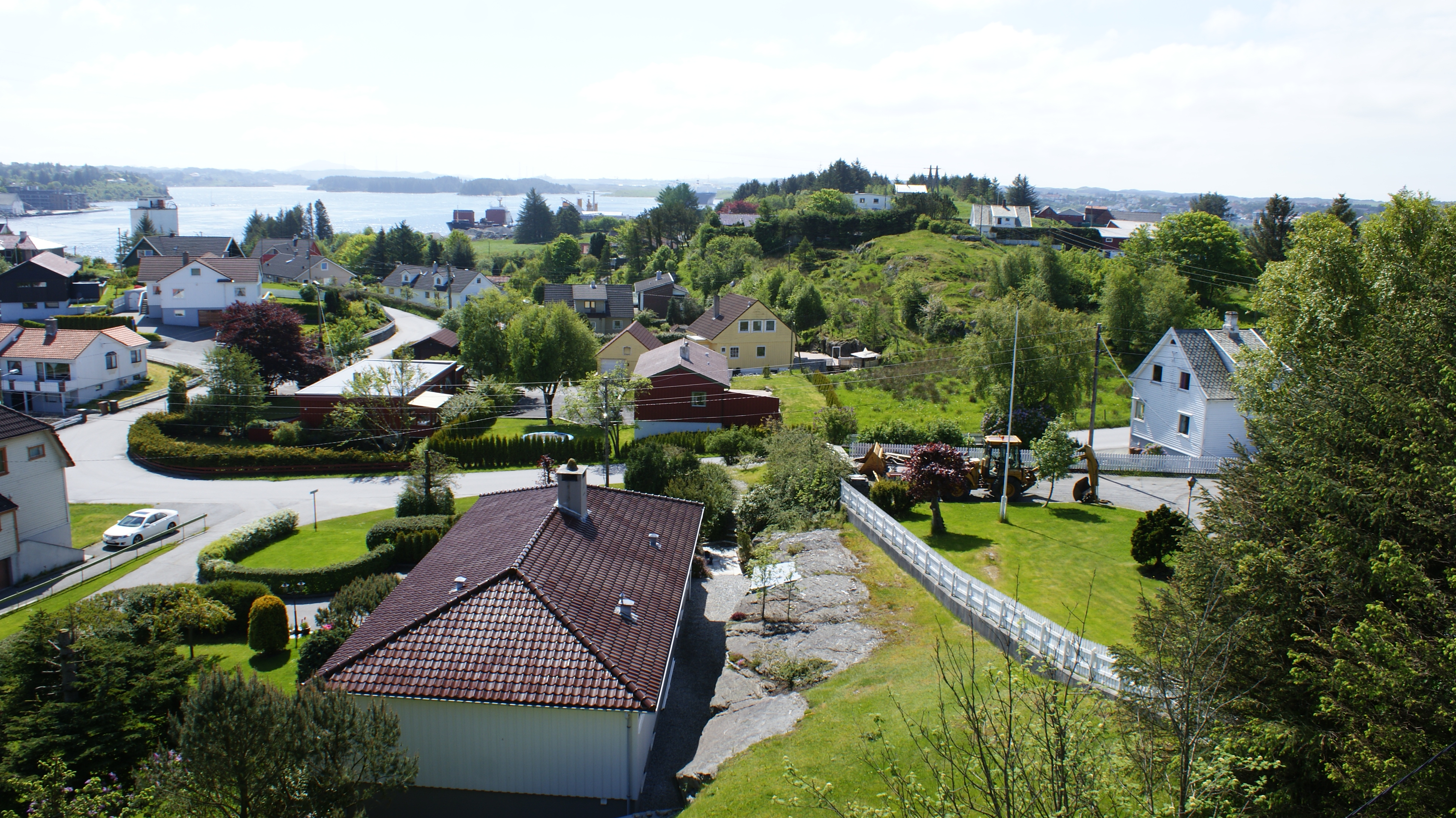
Село Салхус, Кармей

На острові Кармой розміщені міста Копервік, Скуденешавн та Окрехамн.
Населення острова становить близько 33 101 людини (на 2014).
Острів з'єднаний з материком Кармсундським мостом на півночі та тунелем Кармей у центральній частині.
Аеропорт Гаугесунн розташований на острові на західному кінці європейської траси E134.